# دانيال حكيمي
دانيل حكيمي (بالفارسية: دانيل حكيمى) (من مواليد 6 مارس 1963 في مقاطعة شاهرود) هو ممثل سينمائي وتلفزيوني إيراني.

## أعماله

### مسلسلات
- بستان الكرز (1993)[2][1]
- غريب طوس (2000)
- بين الحلم واليقظة (2001)
- الشيخ البهائي (2002)
- شفير الظلام (2005)
- حلم يتبدد (2006)
- لحن الامومة (2008)
- المسافات (2009)
- الخلاص (2014)
- افاق (2015)
- سارق الروح (2017)
- التربة الساخنة (2018)

### افلام
- ماذا بعد؟ (1991)
- صيد الثعلب (2008)

## روابط خارجية
دانيل حكيمي على موقع IMDb (الإنجليزية)
- دانيل حكيمي على موقع قاعدة بيانات الفيلم (الإنجليزية)